# جوناثان والاس
جوناثان والاس (بالإنجليزية: Jonathan Wallace)‏ مواليد 16 مايو 1986 في هنتسفيل، هو لاعب كرة سلة أمريكي. بدأ مسيرته الاحترافية في سنة 2008. يبلغ طوله 6 قدم 2 بوصة (1.9 م).

## المسيرة الاحترافية
لعب مع إي دبليو إي باسكتس أولدنبورغ في الدوري الألماني في سنة 2009، ثم لعب مع بايرن ميونخ لكرة السلة من سنة 2010 إلى 2012، ثم لعب مع تايغرز توبينغن في الدوري الألماني من سنة 2013 إلى 2015.

## روابط خارجية
- جوناثان والاس على موقع الدوري الأوروبي لكرة السلة (الإنجليزية)
- جوناثان والاس على موقع كرة السلة الأوروبية.كوم (الإنجليزية)
- جوناثان والاس على موقع كلية كرة السلة في سبورتس رفرنس.كوم (الإنجليزية)
- جوناثان والاس على موقع ريلجم (الإنجليزية)
- جوناثان والاس على موقع بروبوليرز (الإنجليزية)
- جوناثان والاس على موقع سبورتس رفرنس (الإنجليزية)
- جوناثان والاس على موقع سبورتس رفرنس (الإنجليزية)